# 大卡缅

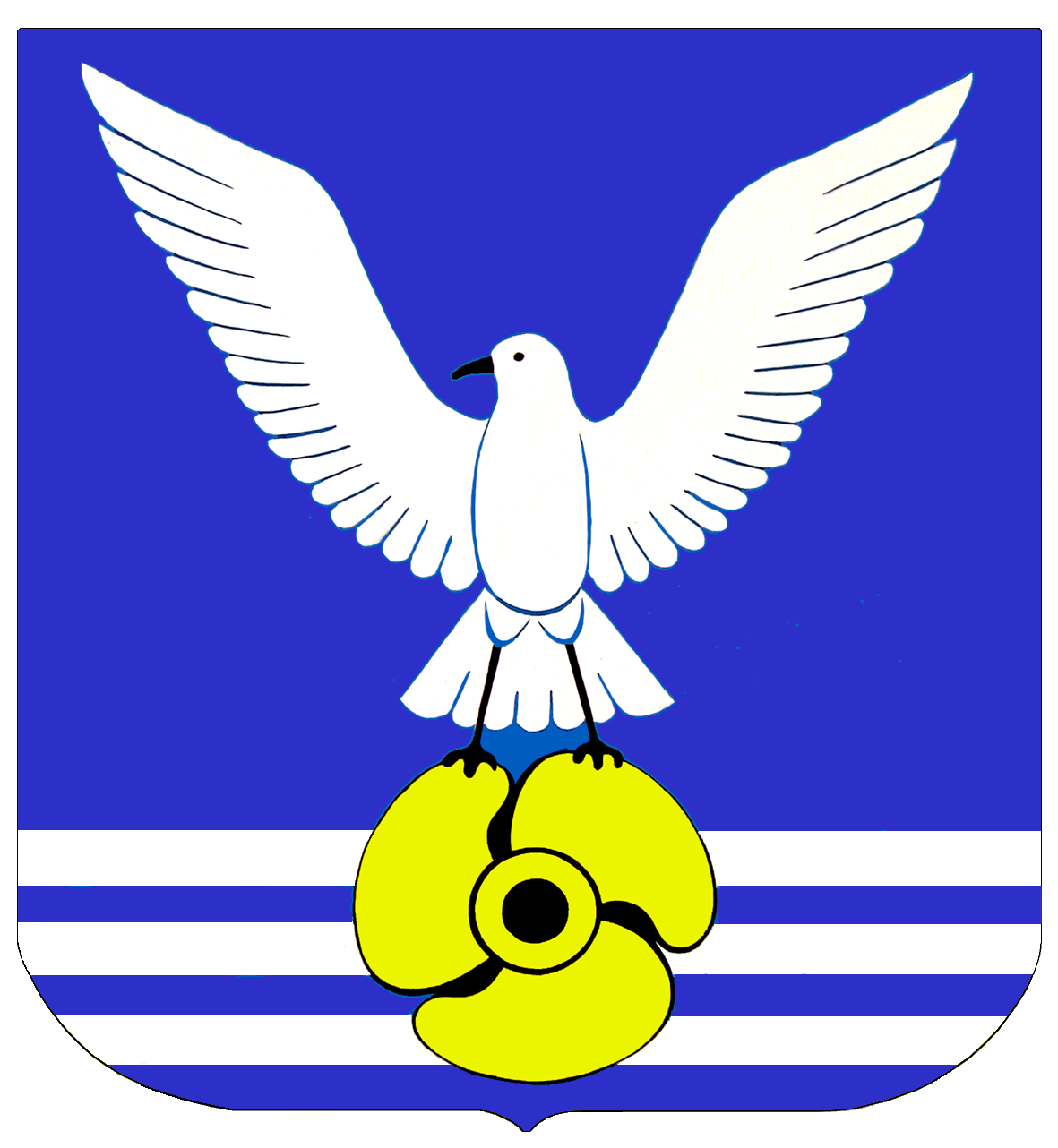
大卡缅市徽

大卡缅（俄语：Большо́й Ка́мень）是俄罗斯滨海边疆区的一个城市。在俄语中意思是“大石头”。与海参崴之间有铁路与公路相连。该地因邻近空军基地而在苏联时期被划为保密行政区之一。
- 人口：2002年：38394人；1989年：65621人
- 面积：40 km²。
- 电话区号：423-35。